# Nadejda Kossíntseva
Nadejda Anatólievna Kossíntseva (en rus: Надежда Анатольевна Косинцева; nascuda el 14 de gener de 1985) és una jugadora d'escacs russa, que té el títol de Gran Mestre des de 2011.
Tot i que està inactiva des del febrer de 2016, a la llista d'Elo de la FIDE del maig de 2020, hi tenia un Elo de 2483 punts, cosa que en feia la jugadora número 4 (femenina) de Rússia, El seu màxim Elo va ser de 2576 punts, a la llista de novembre de 2010 (posició 331 al rànquing mundial).

## Resultats destacats en competició
Al Campionat d'Europa per edats, Kossíntseva hi va obtenir la medalla d'or el 1995 (Sub-10, a Verdun), 1997 (Sub-12, a Tallinn) i 2000 (Sub-18, a Kallithea), a banda de medalles d'argent i de bronze als altres grups d'edat també. Al Campionat del món per edats de 1998, celebrat a Orpesa, hi obtingué la medalla d'or a la categoria Sub-14. Fou també dos cops medalla de bronze al Campionat del món juvenil femení (Sub-20) els anys 2001 i 2002.
Al campionat d'Europa femení de 2005, celebrat a Moldàvia el juny, hi fou segona, rere Katerina Lahnó.
El 2006, conjuntament amb la seva germana petita Tatiana (GM des de 2009), empatà al segon lloc a la superfinal femenina del campionat rus, un punt i mig darrere la guanyadora. Com que tenen una força de joc similar, les dues germanes normalment juguen en taulers consecutius de l'equip nacional rus a les olimpíades d'escacs i d'altres competicions per equips.
El desembre de 2008, va guanyar el campionat de Rússia femení a Moscou. El 2009, hi fou segona, rere Alissa Gal·liàmova.
El 2010, empatà als llocs 1r–7è amb els Grans Mestres Aleksandr Riazàntsev, Vitali Golod, Leonid Kritz, Sebastien Feller, Christian Bauer, i Sebastien Maze a la 43a edició del Festival de Biel.
Nadejda Kossíntseva es va casar amb Leonid Kritz a les darreries de desembre de 2012.